# Autotutela
A autotutela é um dos três métodos de solução de conflitos, conjuntamente com a autocomposição e a jurisdição, sendo a mais primitiva, nascida com o homem na disputa dos bens necessários à sua sobrevivência, representando a prevalência do mais forte sobre o mais frágil. 
Com evolução da sociedade e a organização do Estado ela foi sendo expurgada da ordem jurídica por representar sempre um perigo para a paz social. Contudo, excepcionalmente, até porque o Estado não tem como socorrer o jurisdicionado a tempo e  à hora, a autotutela é hodiernamente admitida, mas apenas para defender direitos que estejam sendo violados. As características da autotutela são: Ausência de um julgador distinto das partes; e a imposição da decisão de uma parte (geralmente o mais forte) em detrimento do outra.
No direito moderno, o exercício da autotutela para satisfazer uma pretensão, embora legítima, salvo quando autorizado por lei, constitui crime e está sujeito a sanção legal.

## No direito administrativo brasileiro
A autotutela é o poder da administração de corrigir os seus atos, revogando os irregulares ou inoportunos e anulando os ilegais, respeitados os direitos adquiridos e indenizados os prejudicados se for o caso.
Autotutela, no dizer de Maria Sylvia Zanella di Pietro, "é uma decorrência do princípio da legalidade: se a Administração Pública está sujeita à lei, cabe-lhe, evidentemente, o controle da legalidade. 
Esse poder da Administração está consagrado em duas súmulas do Supremo Tribunal Federal. Pela de nº 346: 'a administração pública pode declarar a nulidade dos seus próprios atos'; e pela de nº 473 'a administração pode anular os seus próprios atos, quando eivados de vícios que os tornem ilegais, porque deles não se originam direitos, ou revogá-los, por motivo de conveniência ou oportunidade, respeitados os direitos adquiridos, e ressalvada, em todos os casos, a apreciação judicial'."
No Direito Administrativo, o princípio da autotutela é também chamado de princípio da sindicabilidade. Decorre diretamente do controle interno que a administração deve exercer sobre seus próprios atos, sem necessidade alguma de recorrer ao poder Judiciário. Observa-se sua previsão legal na Lei 9.784/99: Art. 53.